# Рыхлики (гмина)
Рыхлики (пол. Rychliki) — сельская гмина (волость) в Польше, входит как административная единица в Эльблонгский повет, Варминьско-Мазурское воеводство. Население — 4101 человек (на 2004 год).

## Демография
| Перепись                       | Всего   | Всего | Женщины | Женщины | Мужчины | Мужчины |
| ------------------------------ | ------- | ----- | ------- | ------- | ------- | ------- |
| Единицы                        | человек | %     | человек | %       | человек | %       |
| Население                      | 4101    | 100   | 2041    | 49,8    | 2060    | 50,2    |
| Плотность населения (чел./км²) | 31,1    | 31,1  | 15,5    | 15,5    | 15,6    | 15,6    |

## Соседние гмины
1. Гмина Дзежгонь
2. Гмина Эльблонг
3. Гмина Малдыты
4. Гмина Маркусы
5. Гмина Пасленк
6. Гмина Стары-Дзежгонь